# Édouard Louis Sarradin
Édouard Louis Sarradin, est un homme de lettres français, critique d'art et conservateur des musées nationaux, né le 11 juillet 1869 à Nantes (Loire-atlantique) et décédé le 27 avril 1957 à Versailles (Yvelines).

## Biographie
Fils d'Alfred Georges Sarradin, parfumeur nantais, et de Marie Louise Garaud, Édouard Louis Sarradin nait le 11 juillet 1869, à 9 heures, au domicile de ses père et mère situé sur la commune de Nantes, Rue de la Fosse. Petit-fils d'Émile Sarradin et d'Henriette Eugénie Hanappier, il est le neveu de l'industriel et homme politique français, Paul-Émile Sarradin.
Il épouse, le 27 juin 1905, à Neuilly-sur-Seine, Anna Alina Osterlind (1882-1954, artiste peintre, fille du peintre suédois, Allan Österlind, avec laquelle il aura deux enfants : Didier Georges Allan, mort en bas âge (1906-1909), et Michel Édouard Marcel (1909-1987), chirurgien à Versailles. Le mariage est célébré en présence d'Étienne de Nalèche, directeur du Journal des débats, d'Amédée Sarradin, professeur honoraire de l'Université, oncle de l'époux, et des peintres, Louise Breslau et Maxime Maufra.
Il décède le 27 avril 1957, au domicile de son fils, Michel, situé sur la commune de Versailles, 24 rue des Réservoirs, à l'âge de 87 ans.

## Carrière littéraire
Dès 1892, il est rédacteur au Journal des débats politiques et littéraires, dont il occupera le poste de secrétaire de rédaction puis de secrétaire de direction, et signe, à ce titre, de nombreux comptes-rendus critiques des expositions et salons des Beaux-Arts et, à compter de 1898, des comptes-rendus critiques des premières représentations dramatiques.
En 1896, il fait partie du comité d'organisation du banquet en l'honneur du grand tragédien Mounet-Sully qui venait de triompher à nouveau dans une reprise de Hamlet,.
Il signe également des pièces en un acte qui seront jouées, durant la saison 1897-1898, au Théâtre de l’œuvre,.
Au début de l'année 1899, il signe l'Appel à l'Union, publié le 23 janvier précédent, dans le journal Le Temps et réclamant, entre autres, le renvoi en cour de cassation du procès du Lieutenant-Colonel Picquart. Les signataires, appelés Dreyfusiens, prônent l'apaisement entre dreyfusards et antidreyfusards, dans une France déchirée par cette affaire.
En sa qualité de critique artistique, il soutient le travail du peintre Maxime Maufra. Ami intime de l'artiste qui sera d'ailleurs témoin à son mariage, il sera, quelques années plus tard, témoin au mariage de son fils, Émile Maxime Maufra, avec Anne-Marie Pernot, célébré en août 1925 en l'Église Saint-Philippe-du-Roule.
Il signe également différents articles relevés par la Revue d'histoire littéraire de la France et publiés dans différents quotidiens, tels que Le Figaro, le Journal des artistes ou Le Journal des débats politiques et littéraires,,,.
Il collabore également à de nombreuses revues d'Arts, comme La revue de l'Art ancien et moderne, L'Art et les artistes, Art et décoration,, et L'Art public.
Il contribue aussi à L'histoire du paysage et à L'Art et les mœurs.
En mai 1900, il est promu au poste de chargé du courrier des théâtres et des comptes-rendus de premières représentations au Journal des débats politiques et littéraires, en remplacement d'Hippolyte Fierens-Gevaert qui vient d'abandonner ses fonctions.
Il est membre de la Commission supérieure des Beaux-Arts et des Arts décoratifs à l'exposition universelle de 1900.
Avec Émile Straus, René Ghil, Marcel Batilliat et Alcanter de Brahm, critiques d'art, il est nommé, au début de l'année 1902, membre de la commission provisoire de la toute jeune « Société du nouveau Paris » ayant pour objet de « créer un profil moderne au Paris futur ».
En mai 1903, il intègre le comité du syndicat de la presse artistique.
Au début de l'année 1904, il s'associe aux prémices de la toute jeune société des Amis du Luxembourg dont l'une des missions consiste en la défense des droits des artistes.
Le 21 décembre 1904, à l'issue d'un vote mené sous la présidence de Frantz Jourdain, au Grand Palais, il est nommé membre d'honneur du comité de la Société du Salon d'Automne.
En 1905, il achève une pièce tirée de la nouvelle de Balzac, Pierrette.
Fervent défenseur de la langue française, il signe, en 1905, avec un grand nombre d'écrivains et de lettrés, une pétition, portée par La Revue politique et littéraire (Revue bleue) et adressée au Ministre de l'Instruction publique et des Beaux-Arts, contre un projet de loi proposant une réforme de l'orthographe,.
Au début de l'année 1906, il est nommé président du comité exécutif chargé de l'érection d'un buste consacré à la mémoire du sculpteur Jean-Baptiste Carpeaux, réalisé par Léon Fagel, ancien Prix de Rome et compatriote du maître. Il est ainsi chargé par le comité d'une démarche auprès du sous-secrétaire d'État aux Beaux-Arts pour lui demander de vouloir bien s'associer à cet hommage et pour s'entendre avec lui au sujet de l'emplacement qu'il conviendrait de donner au buste. En sa qualité de président du comité Carpeaux, il organise, en septembre 1907, au Grand Palais qui accueille le Salon d'Automne, une exposition rétrospective des œuvres du sculpteur et peintre Jean-Baptiste Carpeaux,,.
Ce ne sera que vingt ans plus tard, le 19 octobre 1929, qu'il inaugurera le buste du sculpteur, érigé au square Carpeaux, sur le versant ouest de Montmartre.
En avril 1908, il est nommé membre du comité de la Société des Amis de Carrière, présidée par Auguste Rodin. Dès sa constitution, le comité arrête un projet de visites-conférences dans les musées, dans les monuments et dans la rue, La Rue vivante, et c'est ce titre général qu'il adopte pour caractériser son projet d'éveiller par l'Art, le sens de la Nature chez le peuple, reprenant la pensée et l'expression même d'Eugène Carrière. Il sera également nommé membre du comité du monument à Carrière, en 1912, qui sera exécuté par Auguste Rodin, en collaboration avec Jules Desbois.
Alors qu'à l'initiative de Paul Lévy, une association des courriéristes se crée, il y présente son adhésion. Le 24 décembre 1908, les bases de l'Association des courriéristes littéraires des journaux quotidiens sont arrêtés prévoyant, outre sa constitution, un accès strictement limité aux journalistes titulaires des courriers de théâtre des journaux quotidiens importants ainsi qu'une admission soumise à une présentation préalable par deux parrains et une candidature soumise au vote,.
Le 5 février 1909, dans le cadre de l'essai d'un musée du soir, accueillant gratuitement les visiteurs, les mardi et vendredi de chaque semaine des mois de janvier, février, mars, avril et mai 1909, de 20 heures à 22 heures, dans les deux étages de la collection Dutuit, au Petit Palais, il anime une conférence, avec projection, sur le thème des bronzes et médailles de la Renaissance.
C'est sous le pseudonyme d'Édouard Thurus qu'il signe une pièce en un acte, intitulée Saturnin dont la première est donnée le 22 novembre 1910, au Théâtre du Grand Guignol,.
En 1911, il est nommé membre du comité chargé de l'organisation d'une exposition, à Paris,des œuvres de Jean Auguste Dominique Ingres. Cette installation qui se tient, à la Galerie Georges Petit, du 25 avril au 15 mai, comprend une cinquantaine de tableaux et portraits peints, près de deux cents portraits dessinés, quelque cinq cents dessins et des souvenirs plus personnels tels que deux violons, et a pour but de réunir les fonds nécessaires à l'installation et à l'organisation du musée consacré à l'artiste, à Montauban.
En réaction au retrait de la Comédie française de la pièce Après moi, en mars 1911, par son auteur, le dramaturge Henry Bernstein, à la suite de la vive controverse que provoque cette dernière, qualifiée par ses détracteurs d'œuvre juive et, qui plus, écrite par un 'juif déserteur', de nombreuses personnalités signent une protestation contre les atteintes à la liberté de représentation qu'il soutiendra également,,.
À l'occasion de l'assemblée générale annuelle de l'Association de la critique dramatique et musicale qui se tient le 31 mai 1911, à la Salle Pleyel, il est élu membre du comité pour une durée de deux ans,,.
En mai 1914, il organise, en collaboration avec Gaston Varenne, une exposition rétrospective du paysagiste Jean Rémond, à l'École des Beaux-Arts.
Il est élu membre pour trois ans du comité de l'Association professionnelle et mutuelle de la Critique dramatique et musicale, à l'occasion de son assemblée générale annuelle qui se tient, le 27 mai 1914, en l'Hôtel des Annales politiques et littéraires situé 51 de la rue Saint-Georges, à Paris,.
En 1916, il fait partie des cinq-cents signataires d'une réponse adressée, à l'initiative de la Société des Gens de Lettres, au message de sympathie et d'approbation de cinq-cents citoyens américains,.
Il donne différentes conférences à l'École des hautes études sociales,.
En 1925, il préface l'exposition rétrospective des œuvres du peintre Charles Milcendeau qui se tient à la Galerie Druet.
En 1926, il signe la préface du livre Une belle existence d'homme et d'artiste - Pharaon de Winter, sa vie, son enseignement, son œuvre - 1849-1924, écrit par son fils, Z. de Winter et déposé à l'Académie des Beaux-Arts, dans le courant du mois de juillet 1926,.
En mai 1930, en marge du Printemps des Salons, il organise, à la Galerie Georges Petit, une rétrospective des œuvres de son ami, le peintre Maxime Maufra, disparu en 1918.
Le 27 avril 1931, il est élu, à l'assemblée générale du syndicat de la presse artistique française qui se tient au Pavillon de Marsan, dans le Palais du Louvre, membre pour trois ans. Il est réélu, le 7 mai 1935.
Durant l'hiver 1933, il est nommé membre du comité provisoire d'organisation d'une tombola dans le monde judiciaire, au bénéfice des peintres, graveurs et sculpteurs français alors dans la détresse, plus violemment touchés par la crise que les autres intellectuels.
En octobre 1935, répondant à l'appel d'Henri Massis, il signe le Manifeste des intellectuels français pour la défense de l'Occident et la paix en Europe, destiné à soutenir l'invasion de l'Éthiopie par l'Italie, s'inquiétant de ce que l'agression italienne contre l'Éthiopie ne puisse entraîner des sanctions propres à déchainer une guerre sans précédent.
Le 5 mai 1936, il est nommé vice-président du syndicat de la presse artistique. Il est renouvelé dans ses fonctions lors de l'assemblée générale du 4 mai 1938.
Le 4 avril 1939, il est élu président du syndicat de la presse artistique française, en remplacement de Jean Robiquet, démissionnaire et nommé président honoraire.

### Publications
Il signe, en 1908, avec François Benoit, Henri Bouchot, Raymond Bouyer, Charles Diehl, Léon Deshairs, Théodore Duret, Louis Gillet, Henry Marcel, Pierre Marcel, Léon Rosenthal et Charles Saunier, un ouvrage, publié aux éditions Laurens (Paris), intitulé L'École d'Art - Histoire du paysage en France et préfacé par Henry Marcel,.
Il signe, en 1909, avec Raymond Bouyer, Léon Deshairs, Émile Hinzelin, Henry Marcel, Pierre Marcel, François Monod, Charles Normand, Edmond Pilon, Léon Rosenthal, Charles Saunier, Gaston Schefer et Maurice Tourneux, un ouvrage, publié aux éditions Laurens (Paris), intitulé L'École d'Art (École des Hautes Études Sociales) - L'Art et les mœurs en France et préfacé par André Michel, Conservateur au Musée du Louvre,.
Le 8 août 1927, il publie, aux éditions Reider (Paris), un ouvrage consacré au peintre et sculpteur Jean-Baptiste Carpeaux, sobrement intitulé Carpeaux.
Le 17 mars 1938, il signe la préface de l'ouvrage de Jacques Philippot, publié l'année précédente, pour le compte de la Société historique de Compiègne, et intitulé Le prieuré Saint-Pierre-des-Minimes de Compiègne.

## Carrière de conservateur
De formation littéraire, il fait ses premiers pas vers la conservation, le 4 juillet 1905, lorsqu'il est nommé, en sa qualité d'écrivain d'Art, membre dune commission extraparlementaire, composée, avec les rapporteurs du Budget de la Chambre des Députés et du Sénat, d'un certain nombre de personnalités connues en particulier pour leurs travaux sur les musées de province et chargée d'étudier les questions relatives à l'organisation ces musées et à la conservation de leurs richesses artistiques,.
Cette commission consultative des musées départementaux se réunit, le 3 février 1906, sous la présidence d'Étienne Dujardin-Beaumetz, sous-secrétaire d'État aux Beau-Arts, afin de rendre compte des travaux des trois sous-commissions la composant et afin de porter un avant-projet de règlement d'administration publique, présenté au nom de la sous-commission de la législation, présidée par Paul Dislère, président de section au Conseil d'État, et ayant pour objet, conformément aux dispositions de la loi du 1er 1895, de doter les musées départementaux et communaux de la personnalité civile.
Par arrêté en date du 16 février 1918, il est nommé, en sa qualité de Critique d'Art, Conservateur du Palais national de Pau. Si l'on en croit le journal Comœdia, dans un article du 2 octobre 1920, consacré à la promotion exceptionnelle du Ministère de l'Instruction publique et des Beaux-Arts, dans la Légion d'Honneur, il semble qu'au jour de sa promotion dans l'Ordre, il ait été mobilisé et rendait de précieux services à la section d'informations du Ministère de la Guerre.
Délégué Conservateur par intérim du Palais national de Compiègne, en remplacement de Monsieur Gabriel Mourey, mis en congé pour des raisons de santé, il prend ses fonctions le 15 mai 1918,,.
En pleine offensive allemande, il prête son concours à l'armée française pour l'évacuation des œuvres d'art de la région et dirige même l'évacuation d'une partie des livres de la bibliothèque municipale de Compiègne. L'armée allemande envahissant la ville, dès le 9 juin 1918, la population civile ainsi que le personnel du Palais est évacuée le 11 juin, mais il demeure à son poste, malgré l'évacuation et les ordres de son administration, et ne regagne Paris que le 16 juin suivant, après s'être assuré de l'échec de l'offensive allemande et de la préservation des œuvres d'Art.
À son retour à la capitale, il est adjoint à l'administration du mobilier national, ayant obtenu, après une démarche auprès du chef d'état-major de la 10e armée, sa mise en subsistance auprès du colonel commandant d'armes de Compiègne.
Avec l'autorisation du ministre de l'instruction publique et des beaux-arts, il retourne à Compiègne, le 4 juillet, et y assure, avec le concours du commandant d'armes, la mise à l'abri d'un certain nombre d’œuvres restées dans les églises et à l'hôtel-de-ville.
Lors des bombardements et des torpillages par avion de la ville et du Palais, fin août-début septembre 1918, il assure la protection de ce qu'il reste encore de précieux dans les salles.
Appelé pour assurer l’intérim à la conservation du Château de Compiègne, il est titularisé dans ses fonctions par Louis Lafferre, alors ministre de l'instruction publique et des Beaux-Arts, en mai 1919.
Le 5 mai 1921, en marge des cérémonies de commémoration marquant le centenaire de la mort de Napoléon Ier, il donne une conférence intitulée Napoléon et Marie-Louise au Château de Compiègne.
Au sortir de la guerre, véritablement investi dans la restauration et valorisation du château, sérieusement endommagé par les bombardements et par l'incendie du 14 décembre 1919, provoqué par les services des régions libres, constitués de près de quatre-cents hommes que l'on avait installés au Palais, faute de mieux, il se lance dans des travaux de restauration et d'embellissement qui vont du gros œuvre au retrait des contrevents. Il enrichit également les collections et rend au public, à la rentrée 1922, les appartements des maréchaux, entièrement rénovés et décorés des célèbres tapisseries de Jean-François de Troy, l'Histoire d'Esther et l'Histoire de Jason.
Il inaugure, le même jour, une toute nouvelle galerie de peinture dédiée aux œuvres d'Alexandre-François Desportes et de Jean-Baptiste Oudry.
En sa qualité de Conservateur du Palais national de Compiègne, il donne une conférence, le 23 décembre 1924, au Pavillon de Flore du Musée du Louvre, sur le Palais de Compiègne.
En sa qualité de Conservateur du musée de Compiègne et d'ancien président du comité Carpeaux, il propose, le 1er février 1932, au Conseil des musées nationaux d'agréer le don fait à son musée d'un portrait de l'avocat valenciennois Foucart, réalisé par l'artiste.
Sur sa proposition, le Conseil des musées nationaux accepte, en sa séance du 6 février 1933, le don de six gravures et onze caricatures relatives au Second Empire, offertes par Monsieur Duvau au Musée de Compiègne.
Il occupe ses fonctions de conservateur du Palais impérial de Compiègne, jusqu'en 1934, date à laquelle il prend sa retraite et à laquelle le musée de Compiègne est joint à celui de la Malmaison.
Mis à la retraite par décret du 21 juin 1934, une décision du Conseil d'État, en date du 28 avril 1937, vient annuler cet acte.

### Le Musée Napoléon III et Second Empire
À l'été 1928, il consacre une exposition à Louis-Philippe et Napoléon III. Au vu du succès de cette présentation elle débouche sur l'installation d'un petit musée.
Cette exposition était également destinée à encourager les dons et elle y réussit. Entre autres dons, en août 1928, la Princesse Napoléon, née Clémentine de Belgique, offre au Musée national du Château de Compiègne un habit de général de division ayant appartenu à Napoléon III ainsi que différents souvenirs de l'Empereur.
De cette époque datent les liens étroits entretenus par les conservateurs du Palais avec les familles de descendants de la Cour Impériale et avec les collectionneurs passionnés par le règne de Napoléon III. Leur contribution à la formation de la collection fut essentielle.
Ce premier musée est démantelé, durant la Seconde Guerre mondiale, lorsque l'ensemble des collections compiégnoises sont évacuées.

### Le Musée de la Voiture
Au sortir de l'Exposition de la Houille blanche et du Tourisme qui se tient, en 1925, à Grenoble, et qui offrait un superbe pavillon dédié à la voiture, Léon Auscher, Vice-Président du Touring club de France, suggère la création d'un musée de la voiture. Paul Léon, Directeur des Beaux-Arts, s’intéresse au projet et propose d'établir le musée au Palais de Compiègne. Édouard Sarradin, alors Conservateur du Palais, encourage le projet de toutes ses forces et propose ainsi de consacrer la partie libre de l'aile gauche à ce musée.
Inauguré le 1er juillet 1927, sous la présidence de Édouard Herriot, Ministre de l'Instruction publique et des Beaux-Arts, l'aile gauche du Palais s'avère très vite insuffisante pour accueillir les nombreux et volumineux dons qui ne cessent d'affluer. En collaboration avec Monsieur Duquesne, Architecte en chef du Palais, le Conservateur étudie l'aménagement de la Salle des Pompes et des salles en retour ainsi que l'aménagement et la couverture des cours intérieures. Ce nouveau musée, beaucoup plus spacieux que le précédent, ouvrira ses portes dans le courant de l'année 1930. 
Pour fêter cette réouverture et célébrer le centenaire de 1830, une exposition temporaire des peintres anciens de la voiture est organisée et un grand nombre d'attelages du Second Empire regroupé dans les salles du palais.
Ce n'est cependant que le 23 juin 1934 que les nouvelles et définitives installations du musée de la voiture et du tourisme sont inaugurées et notamment la vaste cour intérieure transformée en hall d'exposition dont la toiture vitrée, dessinée par l'Architecte Biterlin, donne la sensation d'un musée en plein air.
À l'occasion de l'inauguration de nouvelles salles, à la rentrée 1934, le conseil d'administration du Touring-Club, sur proposition de Léon Auscher, décide, afin de lui rendre hommage pour sa contribution au musée, de lui offrir une plaquette de vermeil.

### La commémoration du mariage de LéopoldIerde Belgique et l'inauguration de la donation Ferdinand Bac et des salles Second Empire
Dès 1922, avec le concours des Musées nationaux, du Mobilier de France et de l'administration des Beaux-Arts, il parvient à faire entrer dans les collections du château une composition de Joseph-Désiré Court représentant le mariage de Léopold Ier, Roi des Belges, avec la Princesse Louise d'Orléans, dans la chapelle du Château. Cette toile, commandée, par Louis-Philippe, pour le Palais de Compiègne, n'y avait jamais été exposée mais était conservée au Musée de Versailles.
On peut aisément imaginer que l'acquisition de cette œuvre dans les collections du Château fait germer l'idée de la commémoration de cette union, dix ans plus tard.
Le 9 août 1932, afin de fêter le centenaire du mariage entre Léopold Ier, Roi des Belges, Duc de Saxe, Prince de Cobourg-Gotha, et la Princesse Louise Marie Thérèse Caroline Isabelle, Princesse d'Orléans, célébré le 9 août 1832, au Château de Compiègne, il inaugure, au Palais, une exposition rétrospective à laquelle assiste notamment Son Excellence Monsieur de Gaiffier d'Hestroy (en), Ambassadeur de Belgique à Paris, et Monsieur David-Weil, Président du Conseil des musées nationaux.
À cette occasion, il réunit, dans les petits appartements du Palais, une collection de pièces, dans une exposition temporaire où les convives peuvent admirer, entre autres, le portrait de Léopold Ier, exécuté par Liévin de Winne, celui de la Reine Louise-Marie, signé par Franz Xaver Winterhalter, provenant de la collection de Sa Majesté le Roi des Belges. Le Ministère des affaires étrangères de Belgique lui confie l'acte de mariage, calligraphié sur parchemin, du Très puissant Prince Léopold et de la Très haute Princesse Louise-Marie-Thérèse.
Enfin, cette commémoration est également l'occasion d'inaugurer la Donation Ferdinand Bac, neveu du Prince Napoléon, élevé avec les fils du Roi Jérôme et qui partagera son exil à la cour de la Reine Hortense, qui comprend une remarquable collection d’œuvres très intimes, ainsi que les salles du Second Empire qui permettent d'admirer, entre autres pièces, le mantelet porté par l'Impératrice Eugénie, le 14 janvier 1858, jour de l'attentat d'Orsini, l'uniforme du Général de Division de Napoléon III et la selle de poney du Prince impérial.

## Récompenses et distinctions
Il est nommé, en 1900, Officier de l'Instruction publique.
En 1909, il est membre du comité et membre du jury du Salon d'Automne, du Conseil supérieur de l'Enseignement et des Arts décoratifs, de la Commission des musées de province, du Comité du syndicat de la presse artistique, des comités de l'Art public, de l'Association professionnelle de la critique dramatique et musicale.
Par décret du 31 décembre 1909, rendu sur le rapport du Ministre de l'Instruction Publique et des Beaux-Arts, il est nommé Chevalier dans l'Ordre de la Légion d'Honneur, en sa qualité d'Homme de Lettres et de Critique d'Art,.
En 1920, il est membre d'honneur du syndicat de la presse artistique, membre du comité de l'association de la critique dramatique, membre de la commission supérieure des Arts décoratifs, membre du comité central technique des Arts appliqués et membre du jury des expositions françaises à l'étranger.
Par décret du 30 septembre 1920, rendu sur le rapport du Ministre de l'Instruction Publique et des Beaux-Arts, il est promu Officier dans l'Ordre de la Légion d'Honneur, en sa qualité de Conservateur du Château de Compiègne.
Chargé, dès 1919, par le Gouvernement français, de missions artistiques en Belgique et après avoir organisé la remarquable exposition commémorative du mariage de Léopold Ier, au Château de Compiègne, il est nommé, en décembre 1933, Officier de l'Ordre de Léopold.
En octobre 1939, il est nommé membre d'honneur du comité de patronage de l'Œuvre du Secours national, reconstitué par décret du 19 octobre précédent, sous la présidence de Georges Pichat, membre de l'Institut et président honoraire du Conseil d'État, et ayant pour but de venir en aide, à Paris et en province, aux femmes, aux enfants et aux vieillards dans le besoin, sans distinction d'opinions, ni de croyances religieuses.